# Drosophila eurypeza
Drosophila eurypeza är en tvåvingeart som beskrevs av Elmo Hardy 1965. Drosophila eurypeza ingår i släktet Drosophila och familjen daggflugor.
Artens utbredningsområde är Hawaii.